# Repower AG
Die Repower AG (bis Mai 2010 Rätia Energie AG) ist ein international tätiges Energieversorgungsunternehmen mit operativem Hauptsitz in Poschiavo (Kanton Graubünden, Schweiz). Schlüsselmärkte der Gruppe sind die Schweiz (inkl. Origination-Geschäft in Deutschland) und Italien. In Italien bedient sie ihre Kunden zusätzlich auch mit Gas. Die Gruppe beschäftigt insgesamt 731 Mitarbeitende, 479 Mitarbeitende zählt das Unternehmen in der Schweiz sowie 252 in Italien. Dazu kommen 445 externe Vertriebsberater in Italien. Repower bietet 34 Lernenden in der Schweiz einen Ausbildungsplatz (Stand 2024).

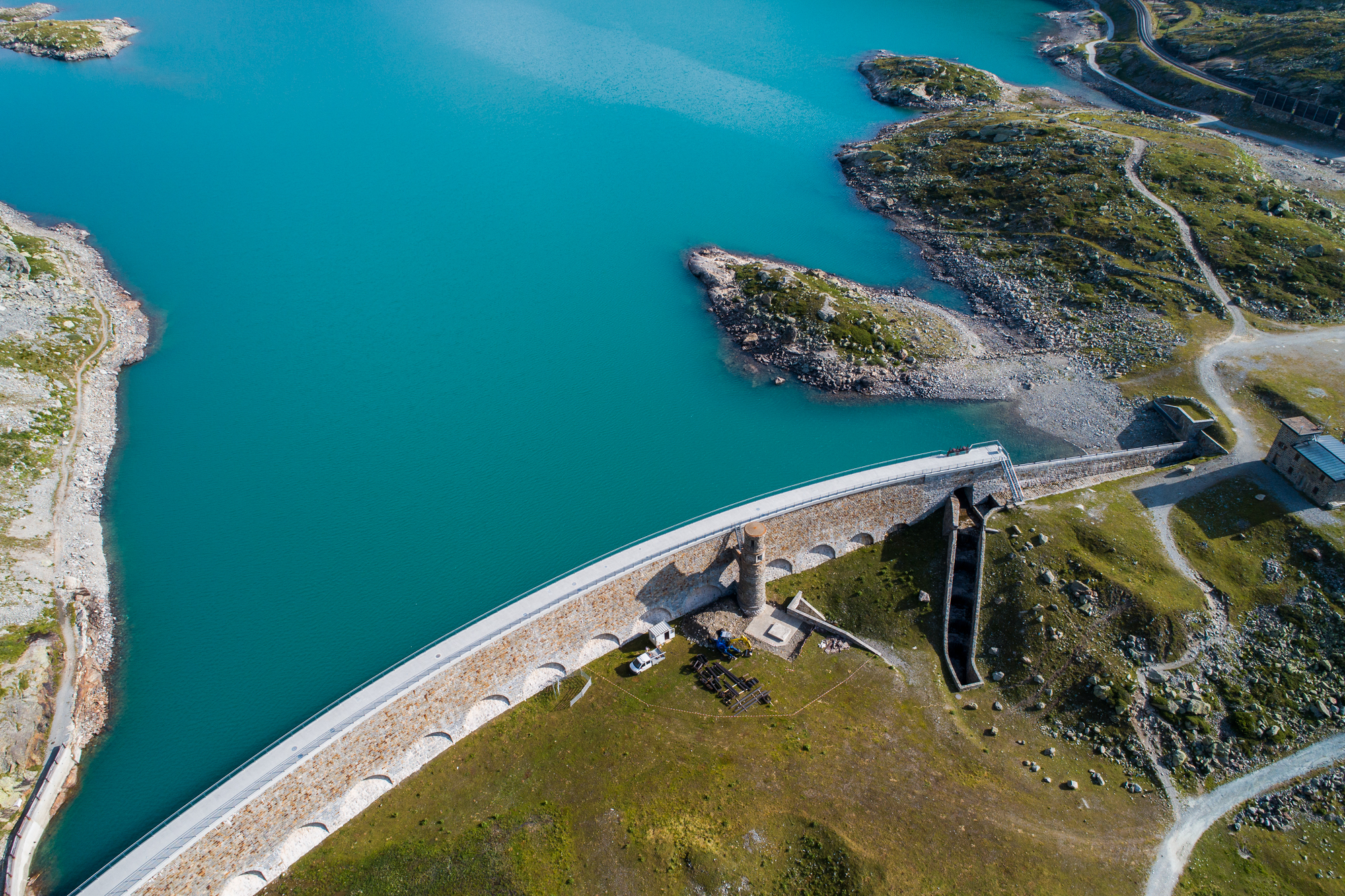
Speichersee Lago Bianco, Südmauer

## Unternehmensgeschichte

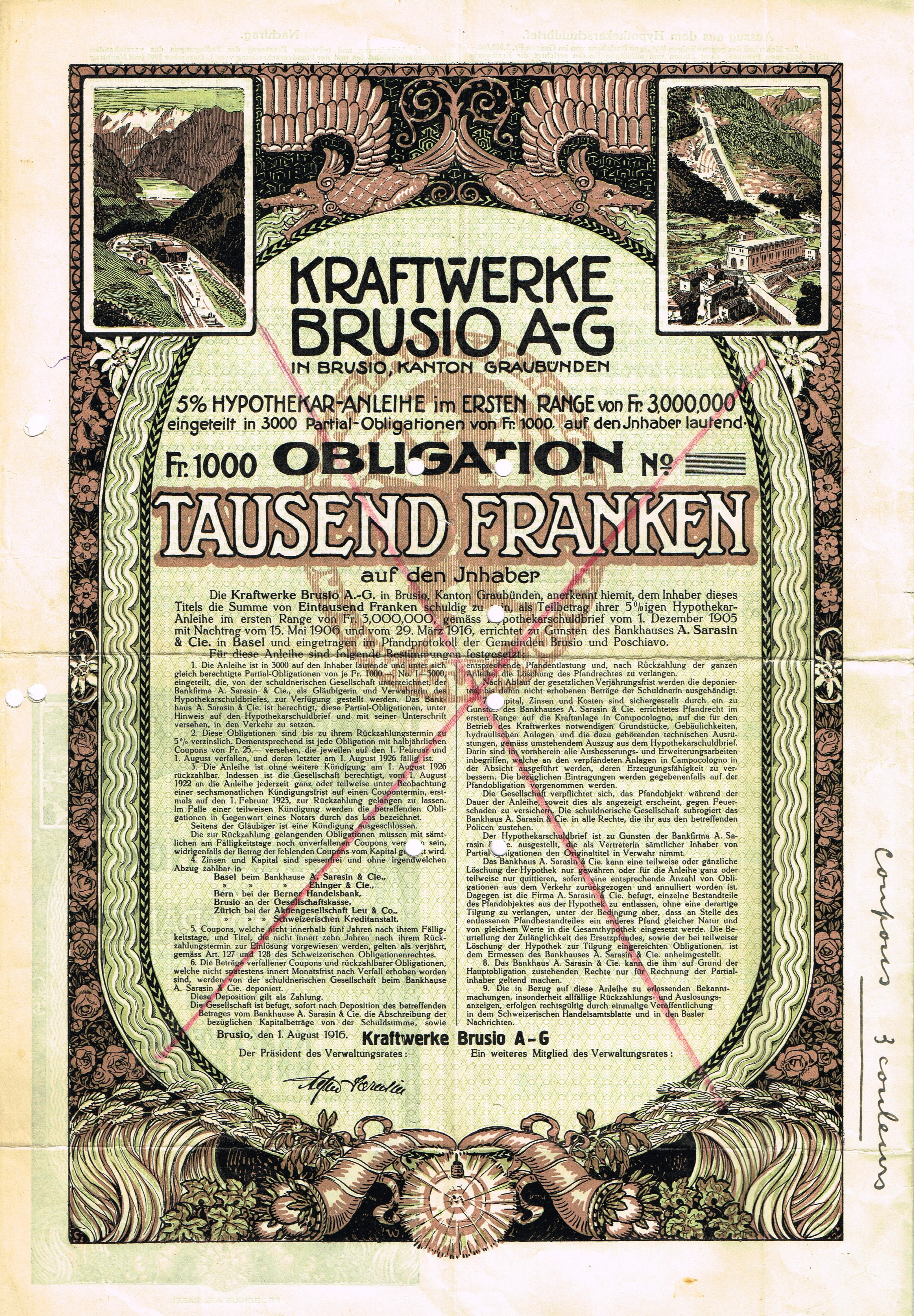
Anleihe der Kraftwerke Brusio AG vom 1. August 1916

Das Unternehmen wurde 1904 unter dem Namen Kraftwerke Brusio AG gegründet und nahm im selben Jahr den Bau des Kraftwerks Campocologno im Puschlav in Angriff, seinerzeit das grösste Hochdruckwasserkraftwerk Europas. Im Jahr 2000 fusionierten die Kraftwerke Brusio AG (Poschiavo), die AG Bündner Kraftwerke (Klosters-Serneus) und die Rhätische Werke für Elektrizität AG (Thusis) zur Gruppe Rätia Energie AG, zu der 2004 auch die aurax ag (Ilanz) stiess.
2002 begann die Gruppe mit der Ausübung ihrer Aktivitäten in Italien, 2007 erfolgte die Aufnahme von Handelstätigkeiten in Prag. Ab 2009 war das Unternehmen auch in Rumänien und Deutschland tätig. 2010 wurde Rätia Energie AG in Repower AG umbenannt. In der Zwischenzeit wurden die Handelsstandorte in Deutschland, Prag und Rumänien geschlossen.

## Aktionariat
Aktionäre sind:
- Elektrizitätswerke des Kantons Zürich 38,49 %
- Kanton Graubünden 27,00 %
- (UBS-)Clean Energy Infrastructure KmGK (CEIS 3/UBS-CEIS 2) 23,04 %
- Publikumsaktionäre 11,47 %

## Finanzkennzahlen
Repower führt ihre Bücher in Schweizer Franken. Die Ergebnisse 2024 wurden am 9. April 2025 veröffentlicht:
| Kennzahlen 2024          | Mio. CHF |
| ------------------------ | -------- |
| Gesamtleistung           | 2’485    |
| Gruppengewinn            | 138      |
| Operatives Ergebnis EBIT | 175      |
| Bilanzsumme              | 2’235    |
| Eigenkapital             | 1'181    |

## Geschäftsleitung
Die Geschäftsleitung setzt sich aus den folgenden Mitgliedern zusammen:
- Roland Leuenberger, CEO
- Lorenzo Trezzini, CFO (Leiter Finanzen und Services)
- Fabio Bocchiola, Leiter Italien
- Michael Roth, Leiter Produktion und Netz
- Dario Castagnoli, Leiter Trading, Origination & IT

## Standorte
In der Schweiz hat die Gruppe Standorte in Bever, Küblis, Ilanz, Landquart, Grono, Poschiavo und Zürich. In Italien hat Repower ihren Sitz in Mailand.

## Produktion
Repower verfügt über eigene Kraftwerke in der Schweiz, Italien und Deutschland. Dabei kommen unterschiedliche Technologien zum Einsatz (Wasser, thermisch, Wind). Die Eigenproduktion von Repower betrug 2024 (inklusive Beteiligungsenergie) insgesamt rund 2,6 Terawattstunden.
- Wasserkraft 59 %
- Windkraft 8 %
- Photovoltaik 2 %
- Thermische Energie 20 %
- Kernenergie 11 %

Infolge einer im September 2013 angenommenen kantonalen Volksinitiative, wurde Repower verpflichtet aus der Kohlekraft auszusteigen. Daraufhin beschloss der Verwaltungsrat bis spätestens 2015 aus dem Kohlekraftwerk im italienischen Saline Joniche zurückzuziehen.
Ende 2015 hat Repower eine neue Strategie angekündigt, die unter anderem eine Eigenproduktion aus 100 Prozent erneuerbarer Energie vorsieht. Im Rahmen der Strategie 2025 wird auch der Verkauf der Beteiligungen an den Gas-Kombi- und Kernkraftwerken geprüft.
Der Strommix von Repower, mit welchem die Schweizer Endverbraucherinnen und Endverbraucher beliefert werden, setzt sich aus 71,29 % Wasserkraft, 2,75 % Photovoltaik, 0,5 % Siedlungsabfällen erneuerbar, 16,44 % Erdgas, 2,92 % Kernkraft (aus langfristigen Bezugsverträgen) und gefördertem Strom 6 % zusammen (Stand 2023).

### Erneuerbare Energien

#### Wasserkraftwerke

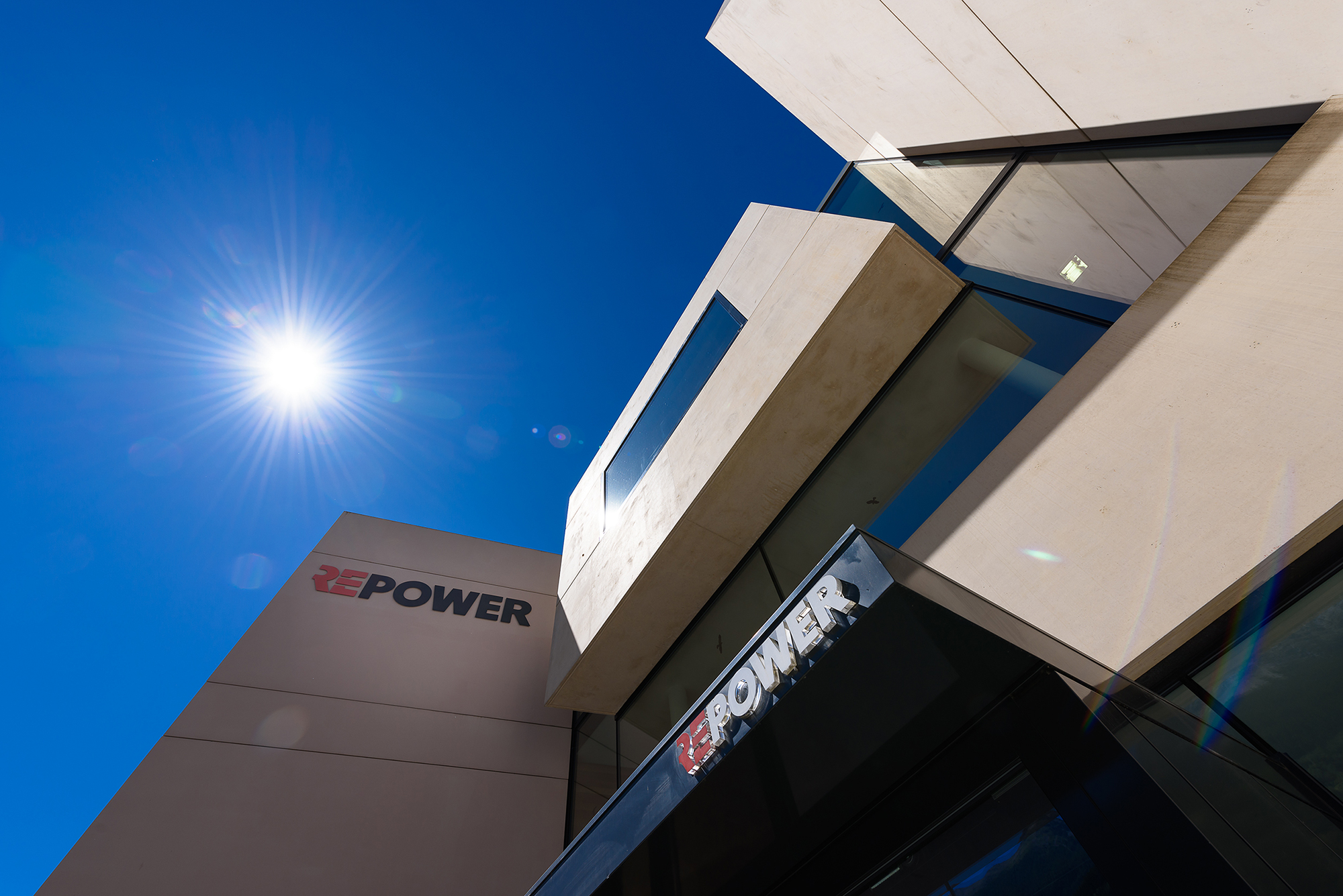
Hauptsitz von Repower in Poschiavo (Graubünden)

In Graubünden (Schweiz) betreibt die Gruppe elf eigene Wasserkraftwerke sowie deren zwei in Italien. Ausserdem verfügt sie bei weiteren Anlagen über Beteiligungen und Bezugsrechte. Die installierte Leistung aus der gesamten Wasserkraft beträgt 448 Megawatt.

#### Windkraftwerke
In Italien hält die Gruppe an sieben Windkraftwerken die Mehrheitsbeteiligung. Darüber hinaus ist Repower an drei weiteren Windkraftwerken in einer Minderheitsbeteiligung. Die installierte Leistung aller Windkraftwerke mit Repower-Beteiligung in Italien beläuft sich auf 105,5 Megawatt.
In Deutschland betreibt Repower über die Repartner Produktions AG drei weitere Windkraftanlagen mit einer installierten Leistung von insgesamt 33 Megawatt.

#### Solarkraftwerke
Repower besitzt und betreibt mehrere Solaranlagen (PV-Anlagen) in der Schweiz (10) und in Italien (9). Deren Jahresproduktion beläuft sich insgesamt auf rund 33 Gigawattstunden.

### Thermische Kraftwerke
Das Unternehmen hält 61 % der SET S.p.A. (Mailand), die das Gas-Kombikraftwerk Teverola (Provinz Caserta, Italien) betreibt. Diese 400-Megawatt-Anlage nahm ihren Betrieb Ende 2006 auf.

### Kernenergie
Das Unternehmen besitzt langfristige Abnahmeverträge für Atomstrom in der Schweiz und in Frankreich. Die Verträge entsprechen einer installierten Leistung von knapp 50 Megawatt.

## Handel
Rund drei Viertel des Stromabsatzes generiert die Gruppe im Handel, 2024 waren dies über 11 Terawattstunden.
Das Unternehmen ist an den wichtigsten europäischen Energiebörsen über einen Tradingfloor mit Handelsstandorten in Poschiavo (Schweiz) und in Mailand (Italien) vertreten. Die Gruppe handelt mit Strom, Gas und CO2-Zertifikaten.
Die teils selbst produzierte, teils von Dritten zugekaufte Energie wird bei physischen Geschäften üblicherweise auf der Höchstspannungsebene an die Grosshandelskunden geliefert. Bei Geschäften mit Zertifikaten bedient die Gruppe auch leitungsunabhängig grössere Endverbraucher mit ökologischem Mehrwert. Die Gruppe liefert im Grosshandel Standardprodukte wie base, peak oder offpeak sowie Fahrpläne.
An der AKEB Aktiengesellschaft für Kernenergie-Beteiligungen Luzern und der Kraftwerke Hinterrhein AG, Thusis, hält die Repower AG eine Beteiligung von 7 Prozent respektive 6,5 Prozent.

## Übertragung
Das Unternehmen leistete mit dem Bau der 2005 in Betrieb genommenen und Anfang 2013 an den nationalen Netzbetreiber Swissgrid übergegangenen internationalen Berninaleitung (380 kV/220 kV) einen wesentlichen Beitrag an den Ausbau der grenzüberschreitenden Kapazitäten zwischen Süd- und Nord-Europa.
Im Oktober 2009 konnte das Unternehmen zusammen mit Edison S.p.A. und der Gemeinde Tirano zudem die erste Wechselstrom-Merchant-Line Europas einweihen, an der Repower und die beteiligten Partner noch zehn Jahre lang exklusive Nutzungsrechte hatten.
Die Leitung verläuft zwischen Tirano (Italien) und Campocologno (Schweiz) vollständig unterirdisch. Dank der 150-kV-Merchant-Line werden die grenzüberschreitenden Transportkapazitäten um 150 Megawatt erhöht. Derzeit ist eine 220-kV-Merchant Line zwischen dem Bergell und Italien im Bewilligungsverfahren.

## Vertrieb und Verteilung

### Schweiz
Das Unternehmen ist mit über 48'000 direkt versorgten Endkunden der grösste Stromversorger in der Südostschweiz. Zum Kundenkreis zählen sowohl Haushalte als auch Industrie, Gewerbe, die öffentliche Hand.
Zum Versorgungsgebiet von Repower gehören Gemeinden im Engadin, im Prättigau, im Bündner Rheintal und in der Surselva. Über kommunale Werke bedient sie Kunden im Oberengadin, im Münstertal, im Puschlav, im Rheintal und in der Surselva.

### Italien
In Italien gehört das Unternehmen zu den grössten Versorgern von kleineren und mittleren Unternehmen sowie von öffentlichen Institutionen mit Strom und Gas.

## Elektromobilität
Bereits seit 2012 bietet Repower Lösungen im Bereich der Elektromobilität an. Seit 2016 tut sie dies unter dem eigenen Namen «PLUG'N ROLL».

## Sponsoring
Repower engagiert sich in den Regionen, in denen sie tätig ist, im Rahmen von zahlreichen Sponsorings.